# Środa Wielkopolska Kipa
Środa Wielkopolska Kipa − wąskotorowy kolejowy przystanek osobowy Średzkiej Kolei Powiatowej w Środzie Wielkopolskiej, w Polsce, w województwie wielkopolskim, w powiecie średzkim. 

## Charakterystyka
Znajduje się na linii kolejowej ze Środy Wielkopolskiej Miasto do Zaniemyśla. Linia ta została otwarta w dniu 19 sierpnia 1909 roku. Pierwszy pociąg przejechał przez nią w dniu 1 maja 1910 roku. Obecnie przez przystanek jeżdżą pociągi turystyczne (od czerwca do końca sierpnia)..
Za stacją, przy obecnej drodze krajowej S11, znajdowało się odgałęzienie linii w kierunku Jaszkowa. Ruch w tym kierunku został zlikwidowany w 1975 roku.